# Joaquim Jordà
Joaquim Jordà i Catalá (Santa Coloma de Farners, Selva, 9 de agosto de 1935 – Barcelona, 24 de junho de 2006), foi um cineasta e tradutor catalão.

## Trajetória
Licenciou-se em direito pela Universidade de Barcelona. Depois, estudou na Escola de Cinema de Madrid, e em 1952 viajou a Paris para entrar no entorno da Cinémathèque Française, estabelecendo contato com Éric Rohmer, François Truffaut, Claude Chabrol ou Jacques Rivette. Lá, adquiriu a consciência política que marcou a sua obra.
Em 1958, entrou para o Instituto de Investigaciones y Experiencias Cinematográficas. Colaborou nas revistas Acento Cultural, Cinema Universitario e Nuestro Cine, e trabalhou como ajudante de direção, de script, chefe de produção e ator com gente como Carlos Durán ou Pere Portabella. Criou a Escola de Cine de Barcelona com o produtor e realizador Jacinto Esteva, sendo também membros Gonzalo Suárez, Vicente Aranda e José María Nunes.
Em 1961, dirigiu a sua primeira curta-metragem, Día de muertos, com Julián Marcos. Em 1966 codirigiu a longa-metragem Dante no es únicamente severo, com Jacinto Esteva, considerada exemplo das propostas renovadoras da Escola de Barcelona.
No final da década de 1960, foi viver em Itália por causa das dificuldades econômicas e da censura. Esteve lá até 1973, e realizou filmes de caráter militante ou alternativo, como Lenin vivo (1970), ou I tupamaros ci parlano. Também rodou alguns filmes combativos sobre o regime de António de Oliveira Salazar em Portugal. Já de volta à Espanha dirigiu uma coleção de livros de cinema, dedicou-se à tradução literária do francês e do italiano, e colaborou como roteirista de Vicente Aranda em filmes como Cambio de sexo (1977), El Lute, camina o revienta (1987) e El Lute II, mañana seré libre (1988) e a série de televisão Los jinetes del Alba.
A partir de 1980, dedicou-se plenamente ao cinema documental: Numax presenta... (produzido com a caixa de resistência dos obreiros em greve da fábrica Numax), El encargo del cazador (sobre os últimos anos de Jacinto Esteva), De nens (sobre a manipulação informativa), Mones com la Becky (sobre a lobotomia) e Veinte años no es nada (segunda parte de Numax presenta). Em 1996 rodou Un cos al bosc, uma comédia noir ambientada no meio rural.
Em 1998, sendo professor de comunicação e audiovisual na Universidade Pompeu Fabra, teve um infarto cerebral, que lhe provocou agnosia. Morreu por causa de um cáncer de fígado e pâncreas.
Em 2000, foi-lhe concedido o Prémio Nacional de Cine de Catalunha, e em 2006 (a título póstumo) o Prémio Nacional de Cinematografia.

## Filmografia
- Día de muertos (1960).
- Dante no es únicamente severo (1966, com Jacinto Esteva, também roteirista).
- Portogallo Paese Tranquilo (1969).
- Maria Aurelia Capmany parla d'un lloc entre els morts (1969).
- Numax presenta (1980).
- El encargo del cazador (1990).
- Un cos al bosc (1996; também roteirista).
- Mones com la Becky (1999, com Nuria Villazán).
- De nens (2004).
- Veinte años no es nada (2005)
- Més enllà del mirall (2006).

### Roteirista
- Antes de anochecer (Germán Lorente, 1964).
- Ultimo deseo (León Klimovsky, 1975; roteiro com Vicente Aranda).
- Golfo de Vizcaya (Javier Rebollo, 1985).
- La vieja música (de Mario Camus, 1985).
- Así como habían sido (Andrés Linares, 1987).
- El Lute: camina o revienta (Vicente Aranda, 1987).
- El Lute II: mañana seré libre (de Vicente Aranda, 1988).
- Alma gitana (Chus Gutiérrez, 1995).
- Andorra, entre el torb i la Gestapo (mini-série, 2000).